# Semonice (železniční zastávka)
Semonice jsou železniční zastávka na trati Pardubice–Liberec, nacházející se na kraji vesnice Semonice v okrese Náchod.

## Popis
Zastávka byla uvedena do provozu v roce 1998. Na zastávce je umístěn betonový přístřešek typu antivandal, nástupiště je tvořeno betonovými panely. V zastávce se nenachází žádná informační tabule, rozhlas, ani další služby cestujícím.[zdroj?]

## Galerie

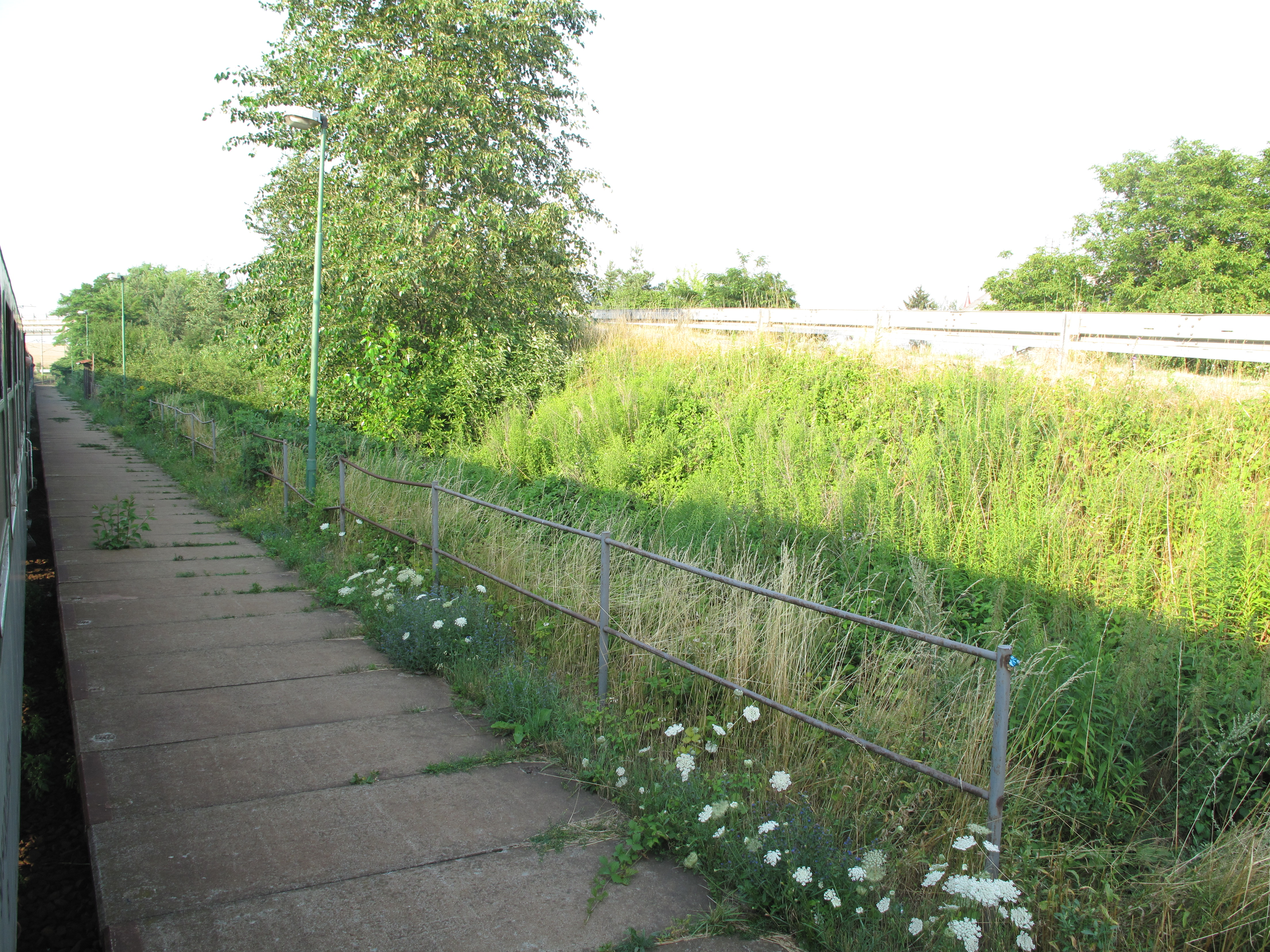
Nástupiště zastávky